# Pomacentrus albimaculus
Pomacentrus albimaculus är en fiskart som beskrevs av Allen, 1975. Pomacentrus albimaculus ingår i släktet Pomacentrus och familjen Pomacentridae. Inga underarter finns listade i Catalogue of Life.